# Aït Amer
Aït Amer (en kabyle : At Ɛmer, tifinagh : ⴰⵜ ⵄⴰⵎⴻⵔ) est une tribu kabyle, établie dans les montagnes du Djurdjura. Son territoire se compose principalement des communes de Adekar et Taourirt Ighil.

## Géographie

### Localisation de la tribu
La tribu est établie dans les montagnes du Djurdjura, à l'ouest de la vallée de la Soummam.

### Communes et villages de la tribu
Le territoire de la tribu est réparti sur deux communes relevant d'une seule daïras, celle d'Adekar :
- Adekar
- Taourirt Ighil

| Adekar (22 villages) | Taourirt Ighil (21 villages) |
| --- | --- |
| - Adhekar - Aghouled - Aït Yahia - Alitoum - Djebroune - Hallafa - Hammam Essalihine - Hathou - Henied - Ighil Ilmaten - Ikhtaben - Iouanoughène - Kebouche - Mechenoua - Mez - M'Zoulem - Takamra - Takorabt - Tamazeft - Thanzit - Tighzert - Tizi Ougueni | - Aguemoun - Aït Idir - Aït Maamar - Aït Sidi Seïd - Aït Seïd - Bougni - Cheufra - El Bor - Grounia - Ighil Iharen - Iksilène - Lazib - Lazib - Lazib Ahamam - Lazib Taghanimt - Tabourt - Tabourt Bada - Tabourt Bougni - Taguemount El Mal - Tala Oughras - Tizi El Korn |

## Histoire

### Antiquité
Dans l'antiquité, à partir du 2e siècle, la tribu faisait partie, avec les Aït Waghlis et Fenaïa), d'une plus grande tribu nommée les Tindenses.
Cette tribu des Tindenses faisait, quant à elle, partie de la confédération des Quinquégentiens.

## Culture

### Langue
Les  Aït Amer parlent exclusivement le kabyle.